# 新加坡最高法院
新加坡最高法院（英語：Supreme Court of Singapore）為新加坡的最高級法院，分為上诉法院和高等法院，负责审理民事及刑事案件。上訴法院由首席大法官（即法院院長）和上訴法院法官所組成。首席大法官可要求高等法院法官擔任上訴法院的成員，以審理特定案件。上訴法院的所在地為最高法院大樓。

## 历史
該上訴法院為最高法院，也為終審法院，其前身為1826年11月27日建立的威尔士亲王岛（现槟城）、新加坡和马六甲司法法院。2005年由新加坡最高法院大厦迁到现今地址。